# Есетов, Такей Есетович
Такей Есетович Есетов (каз. Тәкей Есетұлы Есетов; 15 января 1923, Казалинск, Киргизская АССР, РСФСР, СССР — 30 октября 2003, Кызылорда, Казахстан) — советский казахский государственный, партийный и хозяйственный деятель.

## Биография
Происходит из рода ходжа.
Трудовой путь начал учителем курсов по ликвидации безграмотности. До войны работал секретарём народного суда. Шесть месяцев проходил авиационный курс в Алма-Атинском училище (1941), окончил Ленинградский финансово-экономический институт (1955).
В 1941—1942 годах — на фронте, из-за тяжёлых травм демобилизуется и возвращается на Родину. Секретарь в районном суде, служил в Комитете государственной безопасности. С 1950 года — в районном финансовом отделе, начальник финансового отдела Аральского района с 1955 года. В 1957—1985 гг. — второй секретарь Аральского районного комитета партии, заведующий отделом Кызылординского областного комитета партии, первый секретарь Аральского районного комитета партии и занимал должность первого секретаря Кзыл-Ординского областного партийного комитета. Неоднократно избирался депутатом Верховного Совета Казахской ССР и Верховного Совета СССР.

## Награды
3 ордена Трудового Красного Знамени, орден Октябрьской Революции, медали.